# Адріан
Адріа́н (лат. Hadrianus; 24 січня 76 — 10 липня 138) — римський імператор (117–138). Представник дому Антонінів. Народився в Іспанії. Виріс при дворі свого родича імператора Траяна, спадкоємцем якого став (усиновлений в 117 році). Повне ім'я — Пу́блій Е́лій Трая́н Адріа́н (лат. Publius Aelius Traianus Hadrianus). Один із п'яти «добрих» римських імператорів. Посмертно оголошений божественним.

## Біографія
Молодий Адріан вибрав шлях військового. Був військовим трибуном в Нижній Панонії, Нижній Менезії та Верхній Германії. Після початку правління свого родича й опікуна Траяна, супроводжував його в Римі де й одружився з Вібією Сабіною (онукою Траяна). Цьому шлюбу і пізнішому приходу до Адріана,як імператора, ймовірно, посприяла джуна Траняна — Помпея Плотіна. В 105 Адріан став народним трибуном, 107–108 намісником Панонії, 108-консул і довірена особа Траяна. З 114 року — намісник Сирії до смерті Траяна 11 серпня 117 року був проголошений імператором і визнаний сенатом у 118.
Серед найближчого оточення Траяна проголошення Адріана викликало невдоволення. Незважаючи на всю талановитість Адріана (займався матиматикою, скульптурою, писав вірші), за спогадами сучасників мав і неприємні риси : недовіра, дріб'язковість, педантизм. Тому ще до прибуття імператора до Риму префект преторія заарештував трьох сенаторів й стратив їх. Це значно погіршило ставлення до нього в сенаті, що буде помітно до кінця його правління. Адріан старався налагодити зв'язки з різними верствами населення продовжував політику «хліба й видовищ» для плебеїв. Для його правління характерна подальша централізація державних установ. На чолі імператорських канцелярій замість відпущеників стали вершники, була ліквідована система відкупів податків, заснована державна пошта, виданий «Постійний едикт» (лат. Edictum perpetuum) про використання юридичних норм римської громади до племен та народів, що увійшли до складу Римської імперії, розширена система аліментації, введені куратори в провінціях, почастішали випадки наділення провінціалів правами римського громадянства і т. д. Більшу частину правління Адріан проводив у поїздках, контролюючи провінційне управління та інспектуючи війська. Зокрема, 129 року він побував у III легіоні Августа, де проінспектував якість вишколу легіонерів та подякував за це легату Квінту Фабію Катулліну. Адріан організував імператорську раду. Рада представляла собою комітет з 15 сенаторів, 2 консулів і представників інших магістратур.

Значна увага приділялась провінціям. Історія не знає жодного іншого імператора який би провів понад половину свого 21 літнього правління в інспекторських поїздках. Це можна пояснити не тільки любов'ю до мандрівок, а й бажанням вирішити нагальні проблеми регіону. Чимало провінційних міст отримали нові статуси колоній чи муніципіїв. Адріан мабуть був першим імператором, який розглядав території Римської імперії не лише з погляду інтересів власне Риму.. Імперії належало стати живим організмом не тільки в центрі, а й у будь-якій її частині, не примітивним скупченням захоплених і підкорених земель, а співдружністю, в якій кожен окремий  регіон вважав би себе частинкою одного цілого. Його ревний, безперервний нагляд за станом справ на місцях був викликаний бажанням показати, що він справді розуміє прагнення провінцій, завдяки цьому Адріан поставав як керівник і об'єднуючий символ. Активно розбудовувався не лише Рим, а й інші провінції, особливого значення Адріан надавав Греції, оскільки був затятим грекофілом. На його честь в Афінах було створено культ Зевса Олімпійського, а його дружині поклонялись, як Гері. За його правління був збудований гігантський храм Зевса, висота колон якого доходила до 20 м. Імператор крім того великим поціновувачем мистецтва й відомим меценатом. Жоден імператор за всі п'ять століть не відвідав стільки пам'яток. Він не тільки відвідав Єгипет, але й проживав у Александрії, Фівах (де наказав реставрувати колоси Мемнона), плавав Нілом, у Фракії заснував місто Адріанополь. Крім бажання подорожувати імператор також керувався метою підняти обороноздатність Риму. Він стежив за створенням нових укріплень, комплектацією військ (за його наказом крім римських громадян в легіони набирались також місцеві мешканці), навчанням військ, тощо.
Діон Касій писав: «Адріан об'їжджав одну провінцію за іншою, відвідуючи різні області та міста й інспектуючи всі гарнізони і фортеці; при цьому одні з них він перемістив у більш підходящі місця, інші зруйнував, а треті заснував заново. Він особисто оглядав і заглиблювався буквально в усе, включно зі звичайними приналежностями військових таборів (я маю на увазі зброю, машини, рови й палісади), а також з приватними справами та потребами кожного окремого воїна, як тих, хто служив рядовими, так і їхніх начальників, — їхнім способом життя, житловими приміщеннями, звичками; і багато чого він змінив і виправив там, де сталися відступи від звичних порядків і виявилася схильність до надмірної розкоші. Він вправляв воїнів у всіх видах бою, нагороджуючи одних і сварячи інших, і вчив їх усьому, що необхідно робити. І для того, щоб вони належно виконували свої обов'язки, маючи перед очима його власний приклад, він незмінно слідував суворому способу поведінки, будь-який перехід здійснюючи або пішим, або верхи, і не було випадку, щоб він сів у колісницю або чотириколісний візок». 

## Зовнішня політика
Після тривалої експансіоніської політики свого попередника Адріан переходить до оборони своїх територій. У результаті перемовин уникнуто нової війни з Парфянським царством. Вірменам він дозволив мати власного царя, замість якого раніше Траян у них поставив правити римського легата, а від Месапотамії перестав вимагати данину. З албанами (жителі сучасної території Азербайджана) та іберами (грузинами) дружив, а цар іберів, навіть, разом з сім'єю відвідав Рим і на Марсовому полі йому збудували статую. На інших кордонах римляни також зупинили свою експансію й перейшли до оборони. Імператор відвідав всі небезпечні прикордонні регіони такі як: Германія, Африка, Дакія, Британія. Скрізь він зводив серйозні оборонні споруди, наприклад, вал Адріана. Така політика зумовлена не миролюбністю Адріана, як і не войовничістю його попередників. При Траяні імперія зробила останні спроби призупинити внутрішню кризу ціною гігантських зусиль, воюючи з сусідами, з метою завоювання нових територій. Незважаючи на значні успіхи, завоювання проводились ціною значних військових й фінансових зусиль. Тому Адріан чітко розумів, що така політика є недоцільною й неможливою в майбутньому.

## Повстання Бар-Кохби
Мирна політика Адріана й полегшення становища провінцій дало юдеям надію на відновлення їх релігійної громади. Але Адріан мав зовсім інші наміри щодо них. Іскрою що запалила повстання стали спроби римлян побудувати храм Юпітера Капітойського на місці зруйнованого раніше храму Яхве в Єрусалимі, заборонялись також обрізання, були й інші втручання в обрядові справи юдеїв. В результаті цього спалахнуло  антиримське єврейське повстання, яке очолив Симон, на прізвище Бар-Кохба, що значить «син зірки». З огляду на фрагментарний характер існуючих свідчень, неможливо встановити точну дату початку повстання. Ймовірно, воно розпочалося між літом і осінню 132 р.   
Повстанці закріпились в горах поблизу Мертвого моря. Місце було вибрано невипадково, оскільки в тамтешніх горах було схована велика кількість зброї й там повсталі могли вести партизанську війну. Римляни були приголомшені жорстокістю повстання. Бар-Кохба вирізав навіть євреїв, які відмовлялись приєднуватись до нього. Адріан викликав свого генерала Секста Юлія Севера з Британії і привів війська аж з Дунаю. Втрати римлян були великими: цілий легіон, тобто близько 4 000 чоловік. У звіті Адріана про війну перед римським сенатом не було звичайного привітання: «Якщо ти і твої діти здорові, то це добре; я і легіони здорові».
Незважаючи на впертий спротив, римлянам вдалося розправитись з повсталими, вцілілих учасників продали в рабство (близько 90 тисяч). Провінція була перейменована на Сирійську Палестину, а на місці Єрусалима організували римську військову колонію, названу на честь Адріана та Юпітера Капітолійського — Елія Капітоліна.Таким чином придушення повстання поклало край політичній незалежності євреїв від римського імперського порядку.

## Особисте життя
У Адріана не було своїх дітей. Був закоханий у Віфінського юнака Антиноя. Говорили, що Антиной приніс себе в жертву для продовження життя імператорові. Адріан познайомився з Антиноєм у 124 році, коли подорожував по провінції Віфінія на північному сході Малої Азії. З 128 року юнак невідступно знаходився біля імператора. У 130 році, коли вони перебували в Єгипті, Антиной потонув у Нілі. Обставини трагедії були загадковими й надали підґрунтя для багатьох пліток. Достеменно відомо, що горе Адріана було невтішне, і він наказав жерцям обожнити Антиноя.
На місці загибелі свого фаворита Адріан заснував місто Антинополь, де щороку проводились ігри на честь молодого бога. Культ Антиноя поширився по всій імперії. Він був останнім богом античного світу, що отримав багато проклять від ранніх християн. Незліченні статуї відобразили його чуттєву, меланхолійну красу— до нашого часу збереглось близько п'яти тисяч таких статуй, які імператор спорудив на честь свого улюбленця в багатьох містах, було виконано також велику кількість його скульптурних портретів. Масштаби вшановування його пам'яті були виключні — до нас дійшло більше зображень Антиноя, ніж багатьох інших відомих і більш визначних римлян. Придворні астрономи виокремили в небі сузір'я Антиной, що згадувалось аж до XIX століття, але нині скасоване.

## Останні роки життя
Останні два з половиною роки свого життя Адріан провів в Італії, живучи на своїй розкішній віллі побудованій в Тибурі, де колекціонував рідкісні твори мистецтва й творіння природи з усього світу. На старість посилилася його неврівноваженість: впадав у хворобливу меланхолію, тужив за Антіноєм, тощо. В 136 році Адріан, не маючи власних дітей, всиновив молодого Луція Цейонія Комода Вера, який не вирізнявся нічим, окрім краси, але вже в 138 той помирає. У відчаї імператор всиновлює та робить спадкоємцем Тита Аврелія Антоніна, за умови, що той всиновить улюбленців імператор Марка Анія Вера та Луція Елія Вера, 17-ти й 8-ми річних синів померлого спадкоємця. Антонін, сини котрого загинули, виконав волю імператора.
Адріан помер у 138 році й був похований у грандіозному круглому мавзолеї на березі Тибру. Сенат не хотів надавати Адріану божественні почесті, але Антонін переконав їх, погрожуючи відмовитися від посади імператора.

## Адріан у художній літературі
У 1951 році був опублікований роман французької письменниці Марґеріт Юрсенар «Спогади Адріана» (фр. «Mémoires d'Hadrien»). Цей роман, написаний у вигляді фіктивної автобіографії, приніс авторці світове визнання й привернув увагу до постаті імператора Адріана.

## Вшанування
7446 Адріан — астероїд, який було названо на честь правителя.